# Huang Gongwang
Huang Gongwang ou Houang Kong-Wang ou Huang Kung-Wang (chinois:黃公望, 1269-1354), surnom : Zijiu, nom de famille Lu Jian  (chinois: 陸堅; pinyin: Lù Jiān), noms de pinceau : Yifeng, Dazhi et Jingxi Daoren, né en 1269, originaire de Changzhou, province de Jiangsu, mort en 1354 : peintre chinois de la dynastie Yuan . Il est considéré comme l'un des « quatre maîtres » de la fin des Yuan, avec Wu Zhen (1280-1354), Ni Zan (1301-1375) et Wang Meng (v.1308-v.1385).

## Biographie
Enfant adopté, Huang Gongwang a pu bénéficier d'une éducation qui lui a donné la possibilité de réussir un examen de la fonction publique. Il a ainsi une culture de lettré, et est nommé sur un poste de juriste-censeur. Cependant, après avoir été mis en cause pour quelque irrégularité, il fait un séjour en prison où il frôle la mort.
Dès lors, sa carrière étant compromise, il se consacre vers soixante ans à l'étude et aux pratiques du taoïsme. Il peut vivre ensuite de son savoir en tant que devin professionnel itinérant. Il s'adonne à la poésie et au vin. Puis il se retire à Hangzhou après avoir été un temps maître taoïste. Il continue de partager son temps entre Suzhou et Hangzhou, qui sont depuis les Song du Sud de grands centres de la culture en Chine. Il fait encore des retraites dans les monts Lu et Fushun (au sud-ouest de Hangzhou). Sa pratique de la peinture en amateur correspond à son statut de lettré.
Ce n'est que sur le tard, vers l'âge de cinquante ans, qu'il se met à la peinture ce qui ne l'empêche pas de devenir rapidement un artiste accompli. On conserve un petit manuel dans lequel il semble donner des conseils sur l'art de la peinture à ses propres étudiants. Il y conseille d'avoir toujours sur soi des pinceaux afin de pouvoir faire des croquis sur nature et de les conserver comme aide-mémoire et ensuite être en mesure d'insuffler de la vie dans les peintures.
Dans le milieu lettré, la jeune génération en fait son guide. Ensuite, pendant les cinq siècles qui suivent, son influence reste très forte.

## Séjour dans les Monts Fuchun

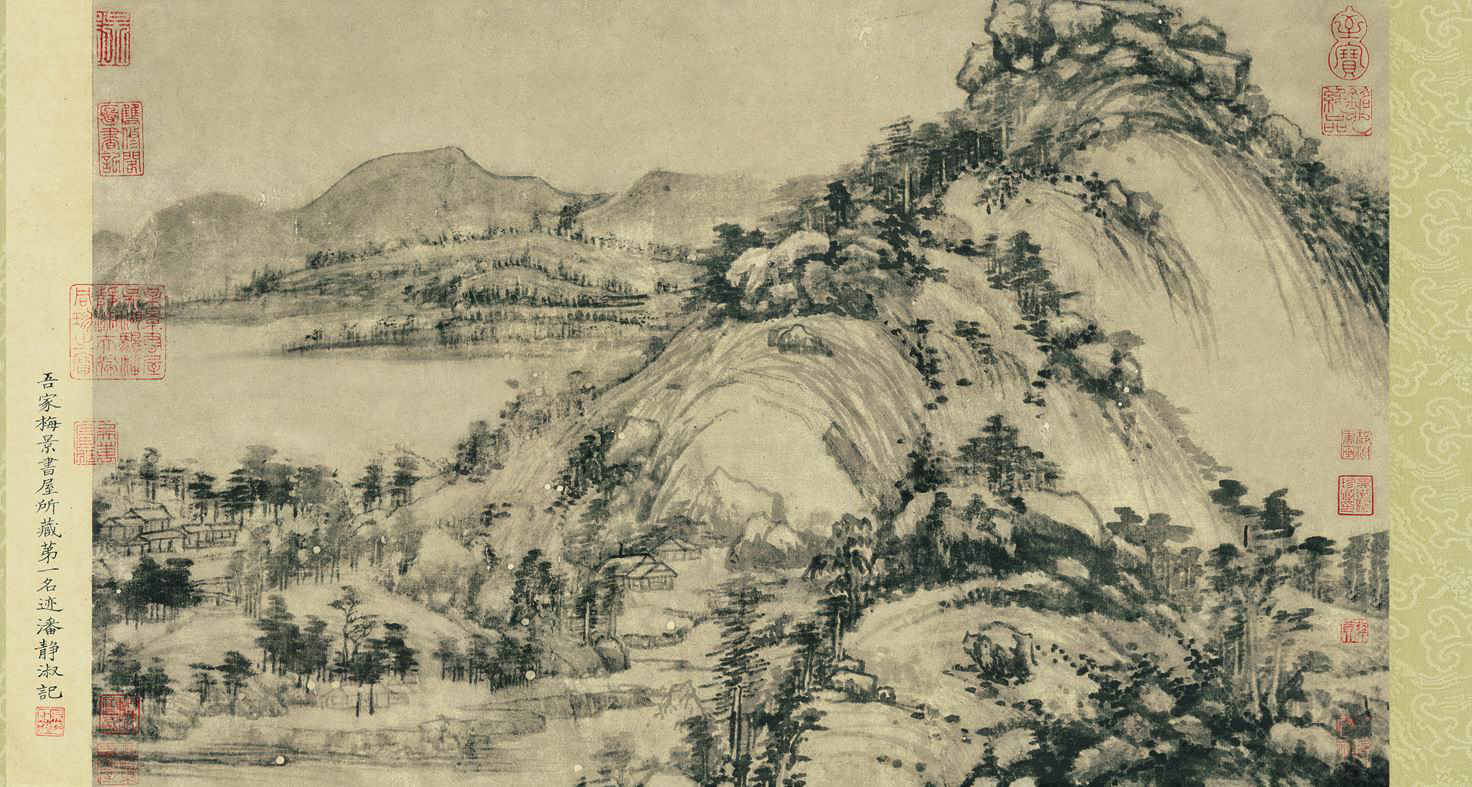
Séjour dans les monts Fuchun, 1347-1350. Encre sur papier, H 33 cm. Ensemble du premier fragment, partie située à droite du rouleau d'origine. Musée provincial du Zhejiang, Hangzhou.

Séjour dans les monts Fuchun, second fragment de l'original de Huang Gongwang (1269-1354), 1347-(?). Rouleau horizontal, encre sur papier : H 33 × L totale 640 cm. Musée national du Palais, Taipei.

Ce long rouleau est l'unique peinture attribuée avec certitude à Huang Gongwang et son chef-d'œuvre. Il souhaitait l'offrir à son maître taoïste et son ami.
Il s'agit d'un rouleau horizontal fragmenté en deux parties depuis le XVIIe siècle et conservées dans deux musées distants, l'une à Hangzhou, l'autre partie à Taipei. On ne connait donc pas la longueur totale à l'origine. Comme tout rouleau de ce type, il se déroulait par étapes, sur une largeur réduite, entre les deux mains, de droite à gauche, et retour - pour l'enrouler à nouveau. Chaque étape correspondant, en quelque sorte, à une « séquence » au cours d'une durée qu'indique justement le cours de l'eau. De nombreux rouleaux horizontaux couvrent ainsi les quatre saisons.
Ce genre de peinture chinoise relève de la peinture de paysage désignée comme shanshui, terme chinois qui évoque le paysage littéraire et pictural. Les deux éléments, littéraire et pictural, sont très étroitement liés dans cette peinture et son commentaire attenant. Quant à la peinture de shanshui, elle se compose autour d'un élément principal : « montagne et eau », ici des collines et le fleuve Fuchun ; « Fuchun » désigne la section en question d'un cours d'eau du Zhejiang sur une centaine de kilomètres depuis Hangzhou, Fuyang (Zhejiang), aujourd'hui un district de la ville de Hangzhou qui s'est considérablement agrandie au XXIe siècle. Ce fleuve débouche dans son estuaire, puis dans la baie de Hangzhou. 
Le peintre évoque dans son commentaire, inscrit à la fin du paysage, qu'ayant esquissé son paysage il l'a ensuite emmené à plusieurs reprises sur les sites de la région, entre 1347 et 1350 (il avait entre soixante-dix-huit et quatre-vingt-deux ans) afin de le retoucher. Le début et la fin du rouleau semblent d'ailleurs, pour certains, « plus esquissés », pour d'autres « plus libérés ». Ou bien il se serait arrêté « sans l'achever tout à fait ». Pierre Ryckmans signale la cohérence de l'ensemble qui se fonde sur la structure du panorama, bâtie d'un seul jet, tandis que le travail des retouches, lent et soutenu, apporte des détails captivants. Ce travail de retouche, très difficile sur le papier, était réservé aux seuls professionnels. Huang Gongwang montre qu'un amateur peut en faire bon usage. Au cours de la réalisation les tons des encres les plus légères sont posés les premiers. Puis les retouches apportent progressivement des tons plus intenses et les touches se resserrent. L'encre diluée ou le pinceau essuyé, presque sec, définissent les matières.
Les rares références qui transparaissent font penser à deux peintres du Xe siècle, Dong Yuan et Ju Ran. Leurs montagnes arrondies ou les vastes paysages horizontaux évoquent les paysages du Sud, à la végétation luxuriante. Le spectateur est, ici, conduit dans l'espace pas à pas, au rythme des monts échelonnés de droite à gauche et en profondeur. Un habitat dispersé ponctue ce vaste panorama, et le regard se focalise dans ces creux où les hommes n'apparaissent que rarement et par leurs maisons, plus ou moins absorbées dans le paysage naturel.
Il s'agit d'une pensée sur l'univers où se manifeste le regard d'un taoïste et celui d'un lettré. Huang Gongwang, dans cette œuvre bien connue, est devenu une référence pour les peintres amateurs.

## Musées

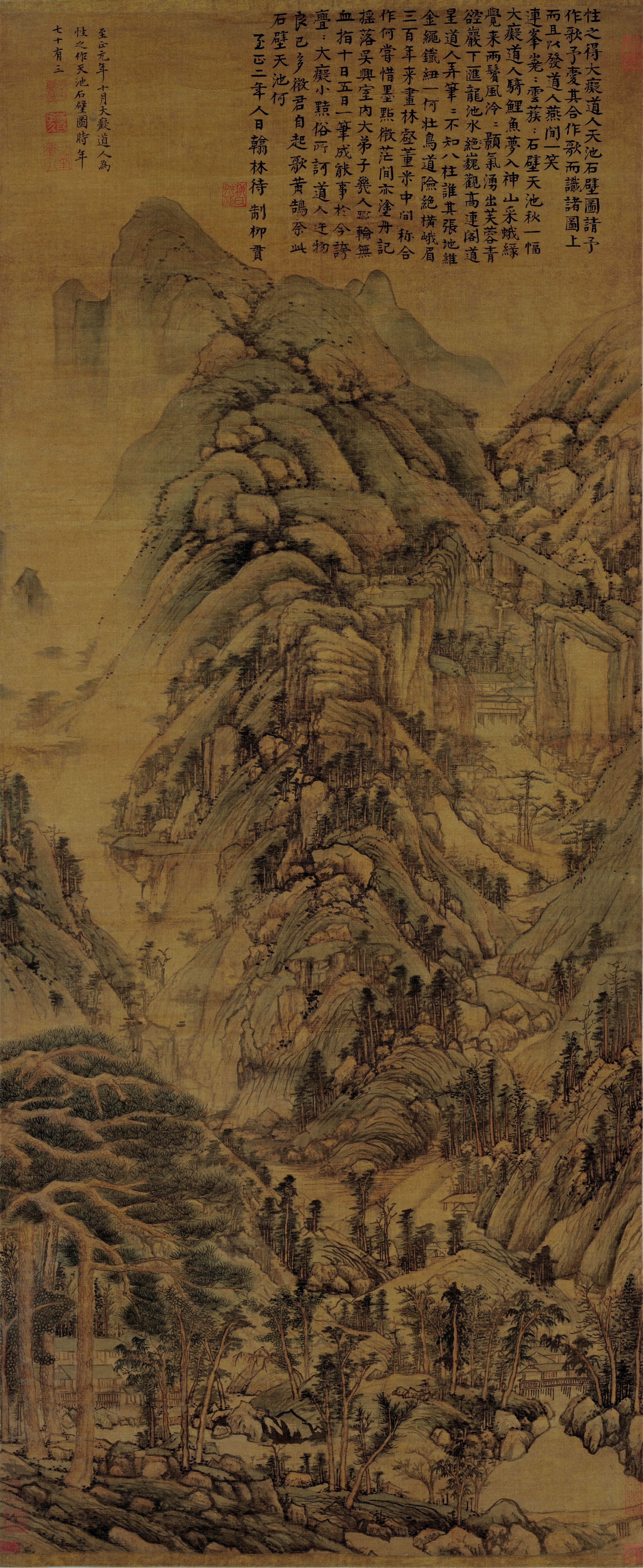
Falaise de pierre près de l'étang du Ciel, 1341. Encre et couleurs sur soie, 139,4 × 57.3 cm (musée national du Palais, Pékin).

Huang est l'aîné de ces « quatre grands maîtres Yuan » selon Dong Qichang — les trois autres étant Wu Zhen (1280-1354), Ni Zan (1301-1374) et Wang Meng (1298-1385) — qui donnent au paysage de l'époque Yuan son visage particulier et exercent une influence déterminante sur la peinture de lettré des dynasties Ming et Qing.
- Pékin (Musée national du Palais) : 
  - Neiges légères sur les 9 pics 1349, signé et daté, d'après l'inscription, peinture généralement reconnue comme authentique
  - Falaise de pierre près de l'étang du Ciel, 1341
- Pékin (ancienne maison impériale Mandchou) : 
  - Le Pavillon de l'orchidée, peint, grande feuille d'album, inscription du peintre datée 1342, généralement reconnue comme authentique
  - Éclaircie sur la rivière après la neige, attribution
  - Arbre dans le brouillard d'automne, signé et daté 1342, court rouleau en longueur, attribution.
  - Paysages, signés et datés 1342, poème de Hua Yan daté 1417
- Shanghai : 
  - La Résidence rupestre des fées, coul., sur soie, rouleau en hauteur, peinture faite pour le poète Zhang Yu (?)
  - Douces collines boisées, signé et daté 1338, sceau du peintre et colophon de Ni Zan
- Taipei (Nat. Palace Mus.) : 
  - Séjour dans les monts Fushun, encre sur papier, rouleau en longueur, inscription du peintre, 1347-1350, colophon du peintre Shen Zhou (1450-1535) daté 1488, de Wen Peng daté 1570, de Wang Chichang daté 1571 et de Dong Qichang
  - Séjour dans les monts Fushun, rouleau en longueur, inscription de Huang Gongwang datée 1338, plusieurs colophons et beaucoup d'inscriptions et de sceaux de l'empereur Qianlong
  - Falaises de pierres de Tianchi, encre et couleurs légères sur soie, rouleau en hauteur, colophon
  - Temples sur les falaises, sur les nuages, encre sur papier, feuille d'album
  - Deux pêcheurs en bateaux sur la rivière, feuille d'album
- Washington DC (Freer Gal. of Art) : 
  - Vu du mont Lu, encre et couleur, inscription datée 1342, copie tardive
  - Montagnes boisées, encre sur soie, imitation libre